# 第154独立機械化旅団 (ウクライナ陸軍)
第154独立機械化旅団（だい154どくりつきかいかりょだん、ウクライナ語: 154-та окрема механізована бригада）は、ウクライナ陸軍の旅団。南部作戦管区隷下。

## 概要

### ロシアのウクライナ侵攻

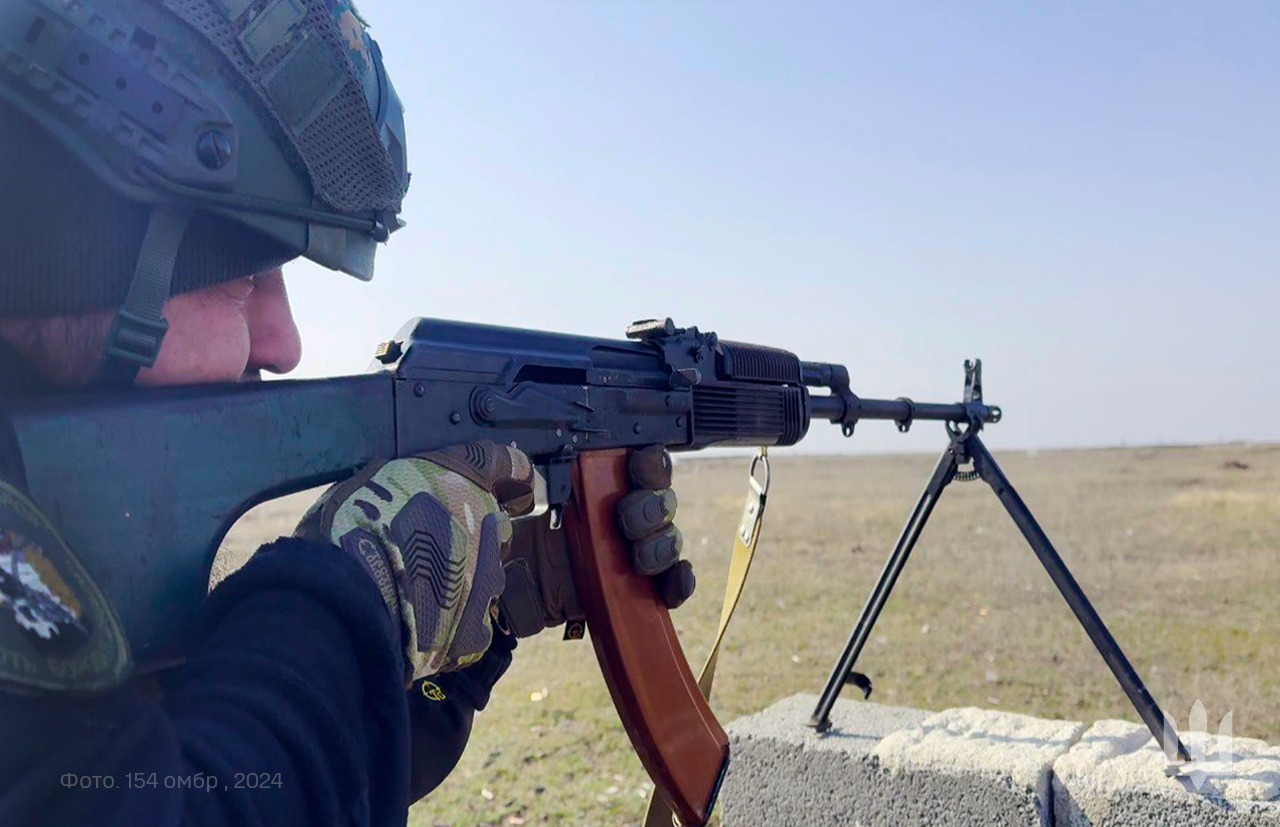

2023年9月13日、ロシアのウクライナ侵攻の影響に伴い、経験豊富な将校と動員兵を基幹に創設された。
旅団番号150番台の部隊は多くが新兵でアメリカ合衆国の軍事支援停止時期とも重なったため、編成完結までに半年以上の期間を要した。

## 編制
- 旅団司令部
- 第1機械化大隊
- 第2機械化大隊
- 第3機械化大隊
- 戦車大隊
- 旅団砲兵群
  - 本部中隊
  - 第1自走砲大隊
  - 第2自走砲大隊
  - ロケット砲大隊
  - 対戦車砲大隊
- 防空大隊

- 工兵大隊
- 整備大隊
- 兵站大隊
- 偵察中隊
- 電子戦中隊
- 通信中隊
- レーダー中隊
- NBC防護中隊
- 衛生中隊